# HMS Whitaker (K580)
HMS Whitaker (K580) là một tàu frigate lớp Captain của Hải quân Hoàng gia Anh hoạt động trong Chiến tranh Thế giới thứ hai. Nó nguyên được Hoa Kỳ chế tạo như chiếc DE-571 (chưa đặt tên), một tàu hộ tống khu trục lớp Buckley, và chuyển giao cho Anh Quốc theo Chương trình Cho thuê-Cho mượn (Lend-Lease). Tên nó được đặt theo Phó đô đốc Sir Edward Whitaker (1660–1735), hạm trưởng chiếc HMS Dorsetshire (1694) hoạt động vào năm 1704. Nó đã phục vụ trong chiến tranh cho đến khi bị hư hại nặng, bị mất một phần mũi tàu do trúng ngư lôi phóng từ tàu ngầm U-483 ngoài khơi Ireland vào ngày 1 tháng 11, 1944. Được xem là một tổn thất toàn bộ, con tàu được hoàn trả trên danh nghĩa cho Hoa Kỳ năm 1945, và phần lườn tàu còn lại bị bán để tháo dỡ vào năm 1947.

## Thiết kế và chế tạo
Buckley là một trong số sáu lớp tàu hộ tống khu trục được Hải quân Hoa Kỳ chế tạo nhằm đáp ứng nhu cầu hộ tống vận tải trong Thế Chiến II, sau khi Hoa Kỳ chính thức tham chiến vào cuối năm 1941. Chúng hầu như tương tự nhau, chỉ với những khác biệt về hệ thống động lực và vũ khí trang bị. Động cơ của phân lớp Backley bao gồm hai turbine hơi nước General Electric để dẫn động hai máy phát điện vận hành hai trục chân vịt, và dàn vũ khí chính bao gồm 3 khẩu pháo pháo 3 in (76 mm)/50 cal.
Những chiếc phân lớp Buckley (TE) có chiều dài ở mực nước 300 ft (91 m) và chiều dài chung 306 ft (93 m); mạn tàu rộng 37 ft 1 in (11,30 m) và độ sâu mớn nước khi đầy tải là 11 ft 3 in (3,43 m). Chúng có trọng lượng choán nước tiêu chuẩn 1.430 tấn Anh (1.450 t); và lên đến 1.823 tấn Anh (1.852 t) khi đầy tải. Hệ thống động lực bao gồm hai nồi hơi và hai turbine hơi nước General Electric công suất 13.500 mã lực (10.100 kW), dẫn động hai máy phát điện công suất 9.200 kilôwatt (12.300 hp) để vận hành hai trục chân vịt;  công suất 12.000 hp (8.900 kW) cho phép đạt được tốc độ tối đa 23 kn (26 mph; 43 km/h). Con tàu mang theo 359 tấn Anh (365 t) dầu đốt, cho phép di chuyển đến 6.000 nmi (6.900 mi; 11.000 km) ở vận tốc đường trường 12 kn (14 mph; 22 km/h).
Vũ khí trang bị bao gồm pháo 3 in (76 mm)/50 cal trên ba tháp pháo nòng đơn đa dụng (có thể đối hạm hoặc phòng không), gồm hai khẩu phía mũi và một khẩu phía đuôi. Vũ khí phòng không tầm gần bao gồm hai pháo Bofors 40 mm và tám pháo phòng không Oerlikon 20 mm. Con tàu có ba ống phóng ngư lôi Mark 15 21 inch (533 mm). Vũ khí chống ngầm bao gồm một dàn súng cối chống tàu ngầm Hedgehog Mk. 10 (có 24 nòng và mang theo 144 quả đạn); hai đường ray Mk. 9 và bốn máy phóng K3 Mk. 6 để thả mìn sâu. Thủy thủ đoàn đầy đủ bao gồm 200 sĩ quan và thủy thủ.
Whitaker được đặt lườn như là chiếc DE-571 (chưa đặt tên) tại xưởng tàu của hãng Bethlehem-Hingham Steel Shipyard ở Hingham, Massachusetts vào ngày 20 tháng 10, 1943 và được hạ thủy vào ngày 12 tháng 12, 1943. Con tàu được chuyển giao cho Anh Quốc và nhập biên chế cùng Hải quân Anh như là chiếc HMS Whitaker (K580) vào ngày 28 tháng 1, 1944 dưới quyền chỉ huy của Hạm trưởng, Đại úy Hải quân Glynn Percy Watkin Edwards.

## Lịch sử hoạt động
Sau khi hoàn tất việc chạy thử máy và huấn luyện, Whitaker lên đường cho chuyến đi vượt Đại Tây Dương sang quần đảo Anh. Nó là một trong những tàu frigate lớp Captain cuối cùng rời Hoa Kỳ, và đã trải qua một giai đoạn phục vụ độc lập trong vai trò hộ tống các đoàn tàu vận tải vượt Đại Tây Dương. Trong Chiến dịch Neptune, hoạt động hải quân trong khuôn khổ cuộc đổ bộ Normandy diễn ra vào ngày 6 tháng 6, 1944, nó tham gia thành phần hộ tống cho hai tàu chở quân vượt eo biển Manche đi sang các bãi đổ bộ Normandy, rồi ở lại khu vực này để phục vụ hộ tống và tuần tra chống tàu ngầm. Sau đó con tàu đi đến bến tàu Pollock tại Belfast, Bắc Ireland để tái trang bị trước khi được điều động gia nhập Đội Hộ tống 1 trong tháng 10.
Vào ngày 1 tháng 11, tại vị trí ngoài khơi Malin Head ở bờ biển phía Bắc Ireland, Whitaker trúng phải ngư lôi phóng từ tàu ngầm U-boat Đức U-483 lúc 02 giờ 10 phút, tại tọa độ 55°30′B 007°39′T / 55,5°B 7,65°T. Con tàu bị mất phần mũi tàu, và 79 thành viên thủy thủ đoàn đã tử trận; tuy nhiên các biện pháp kiểm soát hư hỏng áp dụng đã dập tắt được đám cháy phát sinh lúc 03 giờ 20 phút. Nó được kéo về cảng Londonderry, Bắc Ireland, rồi sau đó được tiếp tục kéo đến Belfast. Tuy nhiên những hư hỏng nó chịu đựng vượt quá mức có thể sửa chữa kinh tế, nên con tàu được xem là một tổn thất toàn bộ và được cho xuất biên chế vào tháng 3, 1945.
Whitaker được hoàn trả trên danh nghĩa cho Hoa Kỳ vào ngày 3 tháng 12, 1945, nhằm giảm bớt chi phí mà Anh phải trả cho Hoa Kỳ trong Chương trình Cho thuê-Cho mượn (Lend-Lease). Nó được rút tên khỏi danh sách Đăng bạ Hải quân Hoa Kỳ vào ngày 19 tháng 5, 1945, và bị bán cho hãng John Lee tại Belfast để tháo dỡ vào ngày 9 tháng 1, 1947.